# Партия свободы (Нидерланды)
Партия свободы (Партия за свободу; нидерл. Partij voor de Vrijheid — PVV) — правопопулистская и национал-либеральная политическая партия в Нидерландах, придерживающаяся либеральных взглядов на экономические вопросы и занимающая жёсткую позицию в отношении иммиграции и связанных с ней социальных и культурных процессов. Центральная фигура, основатель и лидер партии — Герт Вилдерс. Все члены фракций партии в обеих Палатах нидерландского парламента и Европейском парламенте, а также в муниципалитетах и т. д. формально являются беспартийными.

## История
Партия была основана депутатом Палаты представителей Гертом Вилдерсом через некоторое время после его выхода из либеральной Народной партии за свободу и демократию. Официальной датой создания партии считается 22 февраля 2006 года. На парламентских выборах 22 ноября 2006 года партия получила 579 490 голосов (5,9 %) и 9 мест в Палате представителей из 150. Партия не приняла участие в региональных выборах 2007 года, из-за чего она не представлена в Сенате. На выборы в Европейский парламент 2009 года партия получила 769 125 голосов (17 %) и 4 места из 25.
В результате выборов 9 июня 2010 года партия увеличила своё представительство в парламенте до 24 места, заняв по результатам голосования третье место, набрав 1 453 944 (15,5 %) голосов и пропустив вперед лишь Народную партию за свободу и демократию и Партию труда.
14 октября 2010 года лидер Народной партии за свободу и демократию Марк Рютте был назначен премьер-министром Нидерландов. В состав новой правящей коалиции вошла также партия Христианско-демократический призыв. Партия свободы поддержала новую правящую коалицию, но не получила министерских портфелей.
На выборах в Европарламент 2014 года партия набрала 13,32 % голосов, получив 4 места из 26 отведённых Голландии. 16 июня 2015 года партия вошла в новую созданную евронационалистическими партиями нескольких стран фракцию «Европа наций и свобод» в Европейском парламенте.
На парламентских выборах 2017 года Партия за свободу заняла второе место, набрав 13,1 % голосов избирателей и получив в результате 20 мест в Палате представителей Генеральных штатов.
На выборах в Европарламент 2019 года партия потерпела чувствительное поражение, набрав 3,53 % голосов (-9,79 %), и первоначально не выиграв ни одного из 26 мест отведённых Голландии. После выхода Великобритании из состава ЕС Голландия получила три дополнительных места, из которых одно было отведено Партии свободы.
На досрочных парламентских выборах 2023 года партия одержала убедительную победу, получив 37 мест из 150, что намного больше, чем любая другая партия.

## Позиция
В своей программе Партия свободы объединяет правые и левые точки зрения. По определённым темам, таким как здравоохранение, социальное обеспечение и уход за пожилыми людьми, программу партии можно оценить как умеренно левую или социально-направленную. Что касается культурных, то партия придерживается правых националистических взглядов. Вилдерс считает, что иудео-христианские и гуманистические традиции должны быть приняты в качестве доминирующей культуры в Нидерландах, и что иммигранты должны адаптироваться. Партия хочет остановить иммиграцию, особенно из незападных стран. Она враждебно настроена по отношению к ЕС и выступают против будущего его расширения с включением мусульманских стран, таких как Турция. Также партия призывала запретить Коран, двойное гражданство и закрыть все мечети в Нидерландах.
Партия регулярно ассоциируется с правым экстремизмом и расизмом, но явно дистанцируется от этих течений. Средства массовой информации в Нидерландах обычно именуют партию правой или ультраправой, за пределами страны упоминается известными СМИ как популистская или антиисламская.
Партия рассматривает ислам не как религию, а как тоталитарную идеологию.
Суть предвыборной программы «Их Европа, наши Нидерланды» (2012—2017) заключалась в том, что Нидерланды должны покинуть Евросоюз, так как Нидерланды, как Норвегия и Швейцария, будут свободнее за пределами союза и снова станут «хозяевами в своём собственном доме». Программа также противостояла растущей доле иммигрантов в обществе, поскольку это приведёт к «всё большему количеству головных платков, всё большему количеству ислама, росту преступности и обнищанию», к «терроризму и ненависти к геям и евреям».
Другие важные моменты в предвыборных программах партии разных лет:
- Отказ от евро и возобновление гульдена;
- Укрепление интернет-конфиденциальности;
- Сокращение налогов;
- Сокращение правительства, упразднение Сената и уменьшение Палаты представителей до ста членов;
- После приобретения нидерландского гражданства безработные иммигранты депортируются;
- Высокие минимальные сроки наказаний;
- Отслеживание этнической принадлежности людей, совершивших преступления;
- Остановка иммиграции из исламских стран;
- Поддержка христианских меньшинств в Турции и Египте;
- Прекращение субсидирования произведений искусства;
- Соблюдение прав животных в соответствии с Конституцией;
- Снижение акцизного налога на бензин;
- Максимальная скорость на всех автомагистралях до 140 км/ч;
- Больше денег на строительство дорог;
- Ограничение на торговлю коноплей в радиусе не менее 1 километра от школ;
- Знание нидерландского языка, 10-летнее проживание в Нидерландах и опыт работы для получения социальной помощи;
- 4 мая как день памяти жертв национал-социализма.

В  предвыборной программе на 2017—2021 годы критика ислама ещё более усилилась.

## Электоральная история

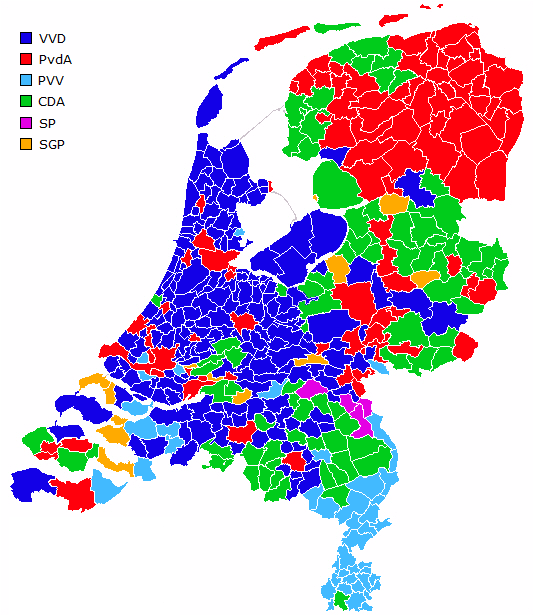
Наибольшее число голосов по округам на выборах 2010 года (PVV — голубым цветом)
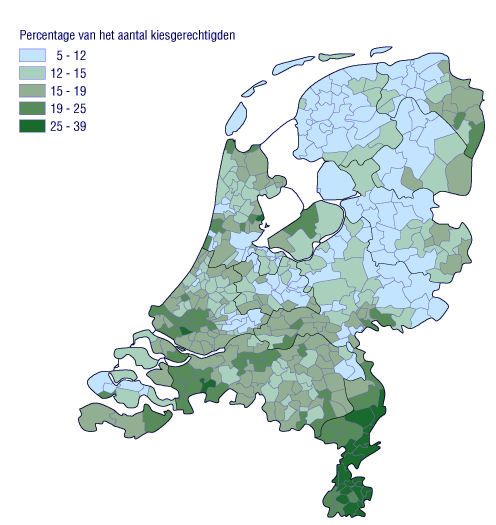
Голосование за партию на выборах 2010 года
Муниципалитеты (тёмно-синий цвет), выигранные PVV на выборах 2012 года
Муниципалитеты (тёмно-синий цвет), выигранные PVV на выборах 2017 года
Муниципалитеты (тёмно-синий цвет), выигранные PVV на выборах 2021 года
Муниципалитеты (тёмно-синий цвет), выигранные PVV на выборах 2023 года

| Год  | Лидер списка | Место | Голоса    | %     | Мандаты   | +/–   | Правительство              |
| ---- | ------------ | ----- | --------- | ----- | --------- | ----- | -------------------------- |
| 2006 | Герт Вилдерс | 5-е   | 579 490   | 5,89  | 9 из 150  | Новая | Оппозиция                  |
| 2010 | Герт Вилдерс | 3-е   | 1 454 493 | 15,45 | 24 из 150 | ▲ 15  | Оппозиция                  |
| 2012 | Герт Вилдерс | 3-е   | 950 263   | 10,08 | 15 из 150 | ▼ 9   | Поддержали кабинет VVD—CDA |
| 2017 | Герт Вилдерс | 2-е   | 1 372 941 | 13,06 | 20 из 150 | ▲ 5   | Оппозиция                  |
| 2021 | Герт Вилдерс | 3-е   | 1 125 022 | 10,81 | 17 из 150 | ▼ 3   | Оппозиция                  |
| 2023 | Герт Вилдерс | 1-е   | 2 450 878 | 23,49 | 37 из 150 | ▲ 20  | TBA                        |

| Год  | Место | Голоса | %     | Мандаты  | +/–   |
| ---- | ----- | ------ | ----- | -------- | ----- |
| 2011 | 4-е   | 21 709 | 13,07 | 10 из 75 | Новая |
| 2015 | 4-е   | 20 235 | 11,97 | 9 из 75  | ▼ 1   |
| 2019 | 7-е   | 11 298 | 6,53  | 5 из 75  | ▼ 4   |
| 2023 | 7-е   | 10 922 | 6,10  | 4 из 75  | ▼ 1   |

| Год  | Место | Голоса  | %     | Мандаты | +/–   | Прим.  |
| ---- | ----- | ------- | ----- | ------- | ----- | ------ |
| 2009 | 2-е   | 772 746 | 16,97 | 4 из 25 | Новая | [ 18 ] |
| 2009 | 2-е   | 772 746 | 16,97 | 5 из 26 | ▲ 1   | [ 19 ] |
| 2014 | 3-е   | 633 114 | 13,32 | 4 из 26 | ▼ 1   | [ 20 ] |
| 2019 | 10-е  | 194 178 | 3,53  | 0 из 26 | ▼ 4   | [ 21 ] |
| 2019 | 10-е  | 194 178 | 3,53  | 1 из 29 | ▲ 1   | [ 22 ] |

### Другие выборы
PVV участвует в выборах в провинциальные штаты с 2011 года. С тех пор партия была представлена во всех провинциях. На первых в своей истории провинциальных выборах, в 2011 году PVV завоевала 69 мест из 566. В 2015 году Партия свободы выступила чуть хуже, получив 66 мест 570. В 2019 году PVV потерпела серьёзное поражение: новая правая национал-популистская парти Форум за демократию смогла отобрать значительную часть электората партии Вилдерса, которая потеряла сразу 26 мест (40 из 570). Провинциальные выборы в марте 2023 года также оказались для PVV неудачными, завершившись потерей ещё 6 мест (34 из 572).
В муниципальных выборах PVV впервые приняла участие в 2010 году в Алмере и Гааге. Дебют оказался успешным, партия стала крупнейшей в Алмере и второй в Гааге. В 2014 году она повторила успех, заняв второе место в Гааге (с потерей одного места) и выиграв выборы в Алмере, с большей разницей по сравнению со второй по величине партией. Впрочем, успех Партии свободы в обоих случаях не позволил ей прийти к власти, переговоры с другими партиями провалились как в 2010, так и в 2014 году, и поэтому PVV оказалась в оппозиции в обоих муниципалитетах.
PVV хотела участвовать в муниципальных выборах 2018 года в 60 муниципалитетах. Однако процесс выдвижения кандидатов был трудным, поэтому в конечном итоге партия решила участвовать в выборных кампаниях в 30 муниципалитетах. В результате PVV получила хотя бы одно место в советах всех 30 муниципалитетов, увеличив общее количество мест в муниципальных советах до 76.